# Stenocercus huancabambae
Stenocercus huancabambae este o specie de șopârle din genul Stenocercus, familia Tropiduridae, descrisă de Cadle 1991. Conform Catalogue of Life specia Stenocercus huancabambae nu are subspecii cunoscute.